# Туріївка
Туріївка (рос. Туреевка) — присілок в Дубровському районі Брянської області Російської Федерації.
Населення становить 9 осіб. Входить до складу муніципального утворення Пеклинське сільське поселення.

## Історія
Від 2005 року входить до складу муніципального утворення Пеклинське сільське поселення.

## Населення
| 2010 | 2013 |
| ---- | ---- |
| 10   | ↘9   |